# Ante Roguljić
Ante Roguljić (* 11. März 1996) ist ein kroatischer Fußballspieler.

## Karriere
Er begann bei NK Omladinac Vranjic mit dem Fußball und wechselte von dort zu NK Adriatic Split. Dort fiel er den Scouts des FC Red Bull Salzburg auf und so unterschrieb er im Winter 2012 einen Vertrag bei den Salzburgern. Offiziell wechselte er erst im Sommer 2013 nach Salzburg. Vom FC Red Bull Salzburg wurde Roguljić zum FC Liefering, dem Farmteam der Salzburger transferiert. Im Oktober 2014 debütierte er für den FC Red Bull Salzburg, als er im Cup-Achtelfinale gegen den FC Wacker Innsbruck in der 88. Spielminute eingewechselt wurde und in der Verlängerung sogar den Treffer zum 2:1-Endstand erzielen konnte.
2015 wurde er für ein Jahr nach Kroatien an Hajduk Split verliehen.
Im Sommer 2016 wurde er an den Ligakonkurrenten FC Admira Wacker Mödling verliehen. Im Januar 2017 kehrte er nach nur drei Spielen in der Bundesliga für die Admira zu dem „Bullen“ zurück. Im selben Monat wurde er an den Zweitligisten FC Wacker Innsbruck verliehen.
Nach dem Ende der Leihe wurde sein Vertrag bei Salzburg aufgelöst. Im August 2017 wechselte er nach Zypern zum Paphos FC. Nach der Saison 2017/18 verließ er Paphos.
Im September 2018 wechselte er in die Slowakei zum FK AS Trenčín.

## Erfolge
- Teilnahme an der U-17-Fußball-Weltmeisterschaft 2013 mit Kroatien.